# Isaac Hermes Vermey
Isaac Hermes Vermey (Ultrech, Països Baixos ~1540 – Tarragona, Espanya 1596) fou un pintor que treballà a Catalunya al segle xvi, malgrat estigué actiu als Països Baixos i a Itàlia.

## Vida i obra
Era fill d'Herman Jans Vermey. Tenia tres germans: Isaac Alfard, escultor; Jan Hermanz Vermey, eclesiàstic i Isaac Adrian, pintor. Sembla probable que va conèixer les obres de Jan van Scorel, conegut per la renovació formal de la pintura holandesa i la pintura italiana dins del món holandes. Viatjà a Itàlia amb la intenció de cercar nous horitzons i un cop allà va estar el servei de Lluís de Requesens, governador de Milà, la informació d'aquest període està per explorar.
Es traslladà a Barcelona l'any 1573, on s'enfronta al primer gran encàrrec: el retaule major de la Capella dels Requesens. Després de la mort de Lluís de Requesens l'any 1576, Hermes va desplegar una gran activitat artística a Catalunya. Aquest mateix any és cridat juntament amb Pere Girart per dissenyar i pintar el retaule major de la prioral de Sant Pere de Reus. Entre l'any 1583 i 158, va realitzar quinze pintures sobre taula per al retaule major de la capella reial de l'església de Sant Domènec de València. El 1583 assumeix un nou treball: el retaule del Roser de la parròquia de Sant Genís de Torrella de Montgrí. Finalment, l'arquebisbe tarragoní Antoni Agustí li assignà la decoració de la Capella del Santíssim Sagrament de la seu tarragonina. Aquesta decoració l'ocupà gairebé fins a la seva mort, esdevinguda l'any 1596 a Tarragona. En l'inventari d'Hermes hi consta una dotzena pintures sobre tela, fusta i aram. Els temes són d'iconografia religiosa i dos retrats. També es conservava deu dotzenes de dibuixos sobre paper, classificats en gravats i estampes, i una vintena de llibres, dels quals destaquem la Bíblia i els tractats d'arquitectura de Vitruvi i d'anatomia de Valverde.
El P. March va establir dues característiques essencials: que és un artista irregular i marcat per les primeres obres realitzades a Itàlia; i que tenia un gran coneixement dels gravats i un interès per l'art italià del segle xvi. Es basava possiblement en models de Danielle da Volterra, Miquel Àngel i Rafael. Inicialment marcat per la tradició flamenca, però també per la cultura romana, en concret el romanisme tardà posttridentí, la seva obra mostra el coneixement del manierisme mitjançant els contraposats i el serpentinato en la figura. Des del punt estilístic, crea una ambientació a través del difuminat, amb una coloració suau i entonada, de ressò milanès.

## Retaule major de l'església de Santa Maria del Mar. Palamós
El retaule de Santa Maria de Palamós es va iniciar per la part escultòrica i arquitectònica l'any 1586 i ocupava tota l'alçada de l'absis. El 1594 s'encarrega les pintures a Isaac Hermes i les realitzarà a Tarragona durant el 1594-1595 i es transporten a Palamós. La relació amb els Recasens, cosins del comte de Palamós, Antoni de Cardona, fou el motiu perquè els jurats de Palamós l'elegissin per pintar el retaule. El preufet acordat fou de 1600 lliures.
Originalment, el retaule estava compost per vuit taules; l'acabament l'ocupava un medalló i la resta de taules estaven dividits en dos grups superposats. El tema de les set taules fan referència a episodis de la Vida de Maria: Anunciació, Epifania, Adoració dels Pastors, Pentecosta, Ascensió, Resurrecció, Coronació de la Mare Déu. El medalló oval podria ser el Pare Etern i va ser destruït l'any 1936. Cal dir que anteriorment Hermes havia realitzat un retaule gairebé idèntic a aquest a la capella del Palau de Barcelona, però aquest cop hi intrueix la Coronació de la Verge. Coneixem la composició original del retaule de Palamós a través de fotografies anteriors a la seva destrucció durant la Guerra Civil.